# مسجد جامع خواف
مسجد جامع خواف مربوط به دوره تیموریان - دوره معاصر است که در سال ۸۰۰ قمری ساخته شده و در خواف، خیابان خواجه یار، کوچه مسجد جامع واقع شده و این اثر در تاریخ ۲۰ مهر ۱۳۷۶ با شمارهٔ ثبت ۱۹۲۷ به‌عنوان یکی از آثار ملی ایران به ثبت رسیده است.